# 妮科尔·赖因哈特
妮科尔·赖因哈特（德語：Nicole Reinhardt，1986年1月2日—），德国女子皮划艇运动员。她曾代表德国参加2008年夏季奥林匹克运动会皮划艇比赛，获得女子四人皮艇500米金牌。